# Проблема каспів

Розподіл густини гало темної матерії, отриманий у рамках теоретичного моделювання в рамках моделі ΛCDM (профіль Наваро — Френка — Вайта, червона крива) та шляхом прямих спостережень (псевдоізотермічний профіль, зелена крива). Для центральних областей теоретична залежність, на відміну від експериментальних даних, містить сингулярність.

Проблема каспів (англ. cuspy halo problem, core-cusp problem) — одна з основних суперечностей моделі холодної темної матерії із спостережними даними. Чисельні моделювання еволюції структури галактик передбачають нескінченну густину в центрі гало темної матерії — так званий касп, однак спостереження кривих обертання поблизу центру галактик не підтверджують такої поведінки густини. Спостережувані криві обертання свідчать про існування в центральних частинах галактик ділянки практично постійної густини, яку називають ядром.

## Суть проблеми
У ході теоретичного дослідження властивостей темної матерії в 1980-х роках було запропоновано гіпотезу холодної темної матерії, зокрема, багатьма групами вчених проводилися чисельні моделювання еволюції структури Всесвіту на масштабах галактик у рамках моделі ΛCDM. Вони показували, що розподіл густини гало темної матерії містить сингулярність (різкий пік у розподілі) у центрі галактики — так званий касп. Найчастіше використовується аналітична апроксимація результатів чисельного моделювання профілем Наваро — Френка — Вайта:
{\displaystyle \rho (r)={\frac {\rho _{0}}{{\frac {r}{R_{s}}}\left(1~+~{\frac {r}{R_{s}}}\right)^{2}}},}
де ρ0 — параметр, що визначається густиною речовини Всесвіту в момент формування гало, а Rs — характеристичний радіус гало. Пропонувалися інші варіанти залежності {\displaystyle \rho (r)\propto r^{\alpha }}, але всі вони дають значення показника {\displaystyle \alpha \leqslant -1} для центральних областей галактик (на радіусах r < 1 кпк від центру). Відповідні криві обертання передбачають зростання швидкості пропорційно {\displaystyle {\sqrt {r}}}.
Це протирічить результатам прямих астрономічних спостережень, найважливішими з яких є дані для галактик з низькою поверхневою яскравістю та багатих на газ карликових галактик пізніх типів, оскільки саме такі об'єкти містять велику частку темної матерії. Ці дані здебільшого дають зворотну картину: криві обертання демонструють лінійне зростання в центрі, так що на відстані кількох кілопарсек від центру галактик швидкості виявляються практично вдвічі нижчими за передбачені теоретично. Темна матерія не показує жодних сингулярностей у своєму розподілі, показник у центральних областях за абсолютною величиною не перевищує значення −0,2, тобто спостерігається виражене «ядро» з майже постійною густиною. Функція розподілу густини має скоріше вигляд псевдоізотермічного профілю:
{\displaystyle \rho (r)={\frac {\rho _{C}}{1+\left({\frac {r}{r_{C}}}\right)^{2}}},}
де rC — радіус ядра (порядку 1 кпк), ρC — його постійна густина. У ряді публікацій стверджувалося, що принаймні частина спостережних даних задовільно описується профілем Наваро — Френка — Вайта, проте цей висновок не є консенсусним, і більш аргументованим видається припущення, що розподіл темної матерії як мінімум не універсальний для всіх гало.
У ряді робіт зазначалося, що проблема теорії холодної темної матерії носить більш загальний характер у тому сенсі, що вона передбачає в принципі завищену кількість темної матерії у внутрішніх районах гало. Іншим її проявом є проблема дефіциту карликових галактик. Ці проблеми пов'язані й у тому сенсі, що гало з ядром у центрі швидше втратить (завдяки приливному впливу) свої супутники — карликові гало, існування великої кількості яких передбачається чисельним моделюванням у рамках теорії ΛCDM, як і профіль густини з каспом.
Невизначеність в описі розподілу темної матерії в центральних областях галактик викликає труднощі для експериментального виявлення темної матерії. Протиріччя між передбаченнями, заснованими на стандартній космологічній моделі ΛCDM, і спостережними даними використовується критиками цієї моделі як серйозний аргумент проти її коректності.

## Можливі пояснення
- Неточність результатів чисельного моделювання, особливо недостатня роздільна здатність, — майже виключена через значний прогрес обчислювальних можливостей. Навіть максимально точні розрахунки, що дозволяють змоделювати центральну частину гало розміром до 0,1 кпк[27][28], дають для цієї області значення показника {\displaystyle \alpha \leqslant -0,8} в залежності {\displaystyle \rho (r)\propto r^{\alpha }}[29][30].
- Неточність спостережних даних через всілякі похибки, такі як розмиття зображення через низьку роздільну здатність, неточне розташування щілини спектрографа, скінченна ширина щілини спектрографа при реєстрації кривих обертання. Ці похибки найбільші саме при аналізі швидкостей на мінімальних відстанях від центру галактики і могли б призводити до отримання менших значень швидкостей і недооцінки густини темної матерії у відповідних областях[21][7][20].
- Неадекватність інтерпретації результатів спостереження. Некругові траєкторії зір можуть бути однією з причин некоректності інтерпретації кривих обертання[31][32][33][7][19][20]. Однак очікується, що такі ефекти мінімальні для галактик з низькою поверхневою яскравістю[15]. Також висловлювалися припущення, що гало мають насправді несферичну форму[31][19], але спостерігаються під певним кутом, здаються сферичними і мають ядро зі сталою густиною. Однак спостережних даних так багато, що спостереження всіх галактик під таким специфічним кутом є малоймовірним[29][7]. Справжні значення швидкостей обертання можуть бути занижені при спостереженні галактик з ребра. Таку ж похибку може давати нерівномірність розподілу випромінювання в спостережуваному діапазоні (зокрема, Hα)[20].

Тим не менш, було показано, що всі перелічені ефекти не вносять суттєвого спотворення в спостережувану картину і нездатні бути причиною того, що каспи проявляються у спостереженнях як ядро сталої густини. Крім того, застосовувався й альтернативний метод, що взагалі не задіює побудову кривих обертання і заснований на безпосередньому аналізі спектроскопічних даних, і він також показав відсутність каспів у розподілі мас.
- Розрахункові та спостережні дані вірні, і гало спочатку дійсно містять каспи, але з часом вони розмиваються. Є припущення, що це відбувається завдяки взаємодії з баріонною матерією за допомогою так званого зворотного зв'язку[35][33][31][5][7]. Зокрема, це могли б бути спалахи зореутворення, потоки газу, викликані вибухами наднових, динамічне тертя хмар газу[13][36][25][7]. Гідродинамічні моделювання, що враховують такі процеси на додачу до гравітаційної взаємодії, демонструють, що це можливо[5][6]. Пропонувався й аналітичний опис такого роду механізмів[37]. Тим часом показано, що такі процеси можуть, навпаки, збільшувати густину гало в центральних областях[6][7]. Крім того, вони ефективні не завжди, а лише за певних параметрів інтенсивності зореутворення[38], загальної маси зоряної складової[39] та ступеня її зосередження до центру[5].
- Розрахункові та спостережні дані вірні, але картина утворення гало, передбачувана в рамках моделі холодної темної матерії, неправильна. Це означає необхідність зміни уявлень про властивості та природу темної матерії[35][14][5][6]. Найчастіше як альтернатива розглядається тепла темна матерія[40], хоча висловлювалися аргументи, що у відповідній моделі еволюції Всесвіту виникнення сингулярностей також неминуче[14][41][42]. Пропонувалися й більш екзотичні модифікації: зіткнульна (самовзаємодіюча[en])[43], мета-холодна[en][44], сильно анігілююча темна матерія[45], ультралегка темна матерія скалярного поля[en][46][47] (позначається також як надплинна[48] або нечітка[en][49]) і ряд інших моделей[33], що мають, однак, свої труднощі[25][21][42]. Деякими авторами висловлювалися припущення про необхідність модифікації космологічних параметрів всієї моделі ΛCDM, зокрема, амплітуди середньоквадратичних флуктуацій густини матерії, σ8[7]. Нарешті, найбільш радикальна думка полягає у відкиданні моделі ΛCDM, зокрема, самого факту існування темної матерії. Прихильники цієї позиції пропонують як альтернативу різні теорії модифікованої гравітації[50].